# لوك دوفي
لوك دوفي (بالإنجليزية: Luke Duffy)‏ هو نقابي وسياسي أيرلندي، ولد في 1890، وتوفي في 3 أغسطس 1961. انتخب عضو مجلس الشيوخ من أيرلندا عن دائرة Industrial and Commercial Panel ‏ وقد انضم خلال فترته النيابية ‏ (18 أغسطس 1944 – 12 مارس 1948) للكتلة البرلمانية حزب العمال (جمهورية أيرلندا) وانتخب عضو مجلس الشيوخ من أيرلندا عن دائرة Industrial and Commercial Panel ‏ وقد انضم خلال فترته النيابية ‏ (21 أبريل 1948 – 22 يونيو 1949) للكتلة البرلمانية حزب العمال (جمهورية أيرلندا).